# シルトス
シルトス (Syrtos または sirtos) (ギリシア語: Συρτός、複数形syrtoi、対格syrto、sirto) は、ギリシャの民俗舞踊のある種の複数の踊りを指す、包括的な呼び名である。言葉の起源は「引きずる（様な踊り）」を指すシロ(syro)(ギリシア語: σύρω)。
シルトスは、関連性が高いカラマティアノスとともに、ギリシャとキプロスで最も人気のある舞踊であり、世界中に散らばるギリシア人によっても頻繁に踊られており、後述するように周辺諸国でも類似の踊りが踊られている。シルトスやカラマティアノスは、社交的な集まり、結婚式、宗教上の祝祭などで非常に人気がある。
シルトスとカラマティアノスは同じステップ・パターンであるが、シルトスは 4/4 拍子であるのに対して、カラマティアノスは7/8 拍子で slow (3 beat), quick (2 beat), quick (2 beat) のリズムを取る。
シルトス'とカラマティアノスでは踊り手が手をつないで列になって、右方向に半円上を進んで踊る。列の右端の踊り手が踊りをリードし、そのリーダはソロの踊り手として派手な巧みな動きを即興的に行うこともあり、他の踊り手はその間は基本的なステップを踏んでいる。リーダの即興の動作の間、リーダの隣の踊り手は踊りを止め、ハンカチを介してリーダを支えているので、Antikristosで見られる様な、回転等の動作を支障なく行える。いくつかのシルトスでは、踊り手のペアがその他のペアと両側でハンカチを介して繋がることもある。

## 歴史

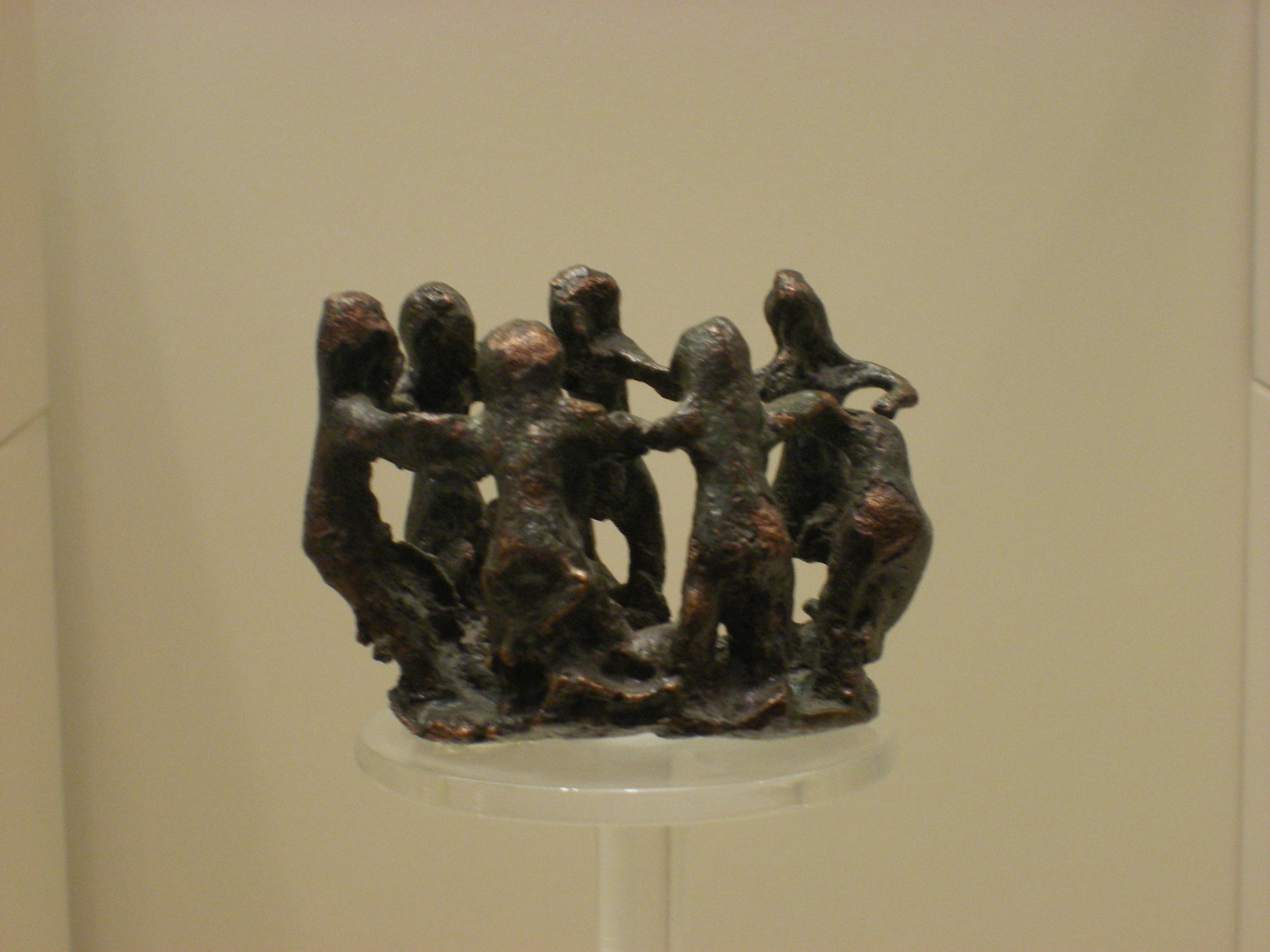
踊る7人の女性。古代ギリシャのブロンズ像。紀元前8世紀頃, オリンピア考古学博物館

シルトスは古代ギリシャの時代に既にギリシャの伝統的な舞踊として言及されており、シルトスという言葉はギリシャ語の動詞"σύρω" (surō)("引きずる"の意)に由来する。関連する古代ギリシャの踊りには、「弦」を意味するオルモス(Ormos)がある。
また、シルトスは最も古くからの民俗舞踊の形式であると考えられており、C. T. Dimarasは、カリグラ帝の時代の碑文を挙げ、既にこの時代にシルトスが古代ギリシャの地方伝統の舞踊とみなされていたことを暗示している。

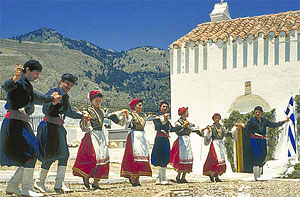
シルトスを踊る

オスマン帝国のスルタン達もギリシャの音楽形式を楽しみ、その形式に沿った歌を作っていた。最も著名な例に、オスマン帝国の32代スルタンの
アブデュルアズィズ(Abdülâziz）の作った Hicaz Sirto がある。トルコ系キプロス人の間では Aziziye Sirto、ギリシャ系キプロス人の間では Aziziyes Syrtos (ギリシア語: Αζιζιές Συρτός) として歌われ、踊られている。
レネル・ロッド は1892年に著書の中で踊りを評して、「地引き網を引く動作を真似た様である」と述べている。

## 楽器
音楽は、一般にリラ (あるいはケメンチェ、ヴァイオリン)、リュート、サントゥール、ガイダ、ウード、バーラマ（サズの一種）、ズルナ、ダヴル、タンブリン、ツィンバロム(ギリシア語: σαντούρι)、カーヌーン、ブズーキ、マンドリン、askomantoura等で演奏される。

## 様々なシルトス
シルトスに共通なのは、踊り手達が横に向いて、手を繋いで列をなして右に進むことである。列の右端の踊り手がリーダーであり、単純な基本的なステップを踏みながら、複雑なステップパターンを導くこともある。時にはリーダーはスカーフやハンカチを用いて別の2番目の列も率いて踊ることがある。すべての踊り手がハンカチを介して繋がるものもある。
各地域、島々で、それぞれの踊りが存在するがある。
シルトス (syrtos) という言葉はブルガリアのピリン地方の踊りにもみられる。トルコ
の音楽にも、syrtos Ikoniouなどがみられる。
キプロスでもシルトスは最も人気のある踊りであり、音楽である。Seherli Sirtosu、Aziziye Sirto、Iskele Sirtosu、Azize、Kina Sirtosu、等の人気が最も高い。男女のカップルが輪になって踊るこれらの民俗舞踊は、社交的な集まり、結婚式、宗教上の祝祭などで踊られており、キプロスの社会においての男女の役割の調和を象徴するものとなっている。

### シルト・カラマティアノス
シルト・カラマティアノス (syrto-kalamatianos あるいは Kalamatianos syrtos) はギリシャ、キプロス、そして世界中で最も一般的なギリシャの民俗舞踊である。カラマティアノスのステップはシルトスと同じであるが、シルトスの方が少しゆっくりで優雅で4/4 拍子である。伝統的に男性と女性は別々に踊り、リードする踊り手は2番目の踊り手とハンカチを介して繋がっている。

### ニシオティキ・シルトス
ニシオティキ・シルトス (Nisiotikoi syrtos)ギリシア語: Νησιωτικοι συρτος)は、ギリシャの島々で踊られるシルトス全般を指し、島々の個々のギリシャ文化と関連している。
ニシオティキ・シルトスの範疇には、
- ヒオス島のシルトス (Syrtos Chios) ：カップルダンス[6]
- カラマティアノス
- ススタ（英語版）
- イカリア島のシルトス(イカリオティコス（英語版）)
- ペントザリ（英語版）
- ピディクトス
- ロドス島のシルトス (Rhoditikos あるいは Syrto Rodou)
- シミ島のシルトス
- スキロス島のシルトス (Skyrianos syrtos)
- Maleviziotikos
- Samiotikos syrtos
- アンドロス島のシルトス
- Syrtos Chiotikos
- スコペロス島のシルトス (Skopelitikos syrtos)
- パロス島のシルトス
- キトノス島のシルトス (Syrtos Kithnou)
- ナクソス島のシルトス (Syrtos Naxou)
- ザキントス島のシルトス (Zakynthinos syrtos)
- カリムノス島のシルトス
- サモス島のシルトス

など、ギリシャの島々およびその他の地域も含め、とても広い範囲で踊られている踊りを包括している。

### シルトス・コフトス
コフトス (ギリシア語: Κοφτός) は、テッサリア、イピロス、中央ギリシャの地域で踊られる。
ステップはより速い "sta dyo" スタイルの踊りである。コフトスはギリシャ語で、カットすることを意味し、踊りの名前は踊りの中の「曲の中断」に由来する。踊りの音楽は定期的に中断し、音楽が止まると踊り手は "Hey" と叫ぶ。その際に腕を上、下、拍手することもある。進みながら蛇行したり、パートナーと踊ったりもする。

### クレタ島のシルトス
クレタ島のシルトス (Kritikos syrtos) には多くのバリエーションがあり、各村々で少し異なる。パフォーマンスに用いられる振り付けはクレタ島の音楽の特定の曲に合わせて作り上げられてきたものである。クレタ島のシルトスの動作は、落ち着きがあり、冷静で優しい。その動作は、戦いの前の休息、魂の安らぎ、考えの鎮静、を構成する。生と死、クレタ島精神における情熱と悲しみの神秘的な側面を示す、宗教的儀式を想起させるかのように踊られる。
クレタ島のシルトスとしては、以下のものが知られている。
- レティムノのシルトス
- コリンパリ[13]のシルトス
- セリノ（英語版）のシルトス
- Syrtos from Pervolia[要検証 – ノート]
- アノジア（英語版）のシルトス
- ハニアのシルトス(Syrtos Haniotikos)[14]
- Syrtos Tsirighetikos : (ハニアのシルトス(Syrtos Haniotikos)の一種）[15]
- Syrto Rodinou[16] : 著名なリラの演奏家 Andreas Rodinos [17]の作曲

### ホルタラキア
ホルタラキア (Chortarakia(ギリシア語: χορταράκια) あるいは Syrtos Botaitikos)は、中世では Bodia あるいは Bodea と呼ばれていた Palaiopyrgos の村（アルカディア県のレヴィディ旧自治体）起源の踊りで、ギリシャ中で踊られている。
古い形式では、男性と女性が2つの別々の列に別れ、女性の列の背後に男性の列が並ぶ特徴がある。その後男女混合の一つの列にまじりあって、のちに2つの列に戻る。その様は古代ギリシアの花瓶の絵画にも描かれていた。

### ポリティコ・シルト
ポリティコ・シルト (Politiko syrto) はコンスタンティノープル由来で、文化・貿易の中心であったコンスタンティノープルが「都市」を意味する "poli" と呼ばれていたことにその名前は由来する。シルトスは 4/4 拍子で slow (3 beat), quick (2 beat), quick (2 beat) のリズムを取っており、似た踊りに Silivrianos Syrtos がある。

### シルト・ケファロニアス
シルト・ケファロニアス (Syrto Kefallonias) はイオニア諸島のケファロニア島由来。ほとんどのギリシャの島々はオスマン帝国の治下にあった中、ケファロニア島は数世紀にわたってヴェネツィア共和国に統治されていた。そのため、その踊りはイタリアの踊りの様に軽快である。

### ボウルノヴァリオス・シルトス
ボウルノヴァリオス・シルトス (Bournovalios Syrtos) はイズミルのボルノバ由来。
かつての求婚の様を歌った歌の Ti Tha Yino, Ego Me Sena ("What Shall I Become, I with You?") で踊られている。

### シルトス・シンガスィストス
シルトス・シンガスィストス (ギリシア語: Συρτός Συγκαθιστός) はテッサリアやトラキア地域で広く踊られている。

### シルトス・マケドニアス
シルトス・マケドニアスはマケドニア地域で広く踊られているシルトスの一形態。

### シルトス・ピレアス
シルトス・ピレアス (Syrtos Pyleas ギリシア語: Συρτός Πυλαίας) はマケドニアのピレア村由来。手を上げ下げする動作に特徴があり、主に女性によって踊られる。

### シルト・バフラ
シルト・バフラ (Syrto Bafra) (トルコ語: BAFRA SİRTOSU) はオマルとしても知られている踊りで、ギレスン (旧名：Kerasounta) 地域ではsyrto, karshilidiko omal、lakhana、kerasountaiko、kotsihton omalと呼ばれ、アナトリア半島で広く踊られている（バフラはサムスン県の一部）。9/8 拍子で、通常シルトスと呼ぶ7/8 や8/8の拍子ではない。

### ポマスコ・シルトス／カラマティアノス
ポマスコ・シルトス／カラマティアノス (Pomasko Syrtos/Kalamatianos) (ブルガリア語: Помашко Ширто) は、ムスリムのポマクが踊る。最初の部分はカラマティアノスと同じ。7/8 拍子で slow (3 beat), quick (2 beat), quick (2 beat) のリズムを取る。

### その他のシルトス
- Syrtos Kavakli
- Syrtos Pidihtos
- Sytros Thrakis
- シリヴリ（英語版）のシルトス (Silibrianos Sirtos)
- パラミシアのシルトス
- Syriano Syrto
- Syrto Zakynthos
- Syrtos Singathistos[24]
- Syrtos Pedina Horia
- Prevezianikos Syrtos (ギリシア語: Πρεβεζιάνικος συρτός) : プレヴェザはイピロスの都市
- メソギア（英語版）のシルトス (Syrtos Mesogitikos)ギリシア語: Συρτός Μεσογείτικος) : Mesogeia はアテネ近郊にある。
- コンヤのシルトス(Syrtos Ikoniou) : Ikonio はコンヤの旧名[注 1]
- Geragotikos Syrtos(Geragotikos ギリシア語: Γεραγότικος) : レスボス島のシルトス
- カラブルン（英語版）のシルトス(Silibrianos Sirtos) : カラブルン（英語版）はイズミル県の都市
- syrtos Ikarias
- Azizies syrto